# Friedrich Kemnade
Friedrich Walter Karl Kemnade (* 12. Dezember 1911 in Schwarmstedt; † 29. Januar 2008 in Hamburg) war ein deutscher Marineoffizier, zuletzt Konteradmiral der Bundesmarine.

## Leben

### Kriegsmarine
1935 fuhr Kemnade als Leutnant zur See auf den Leichten Kreuzern Königsberg und Nürnberg. 1936 wurde er Kommandant eines Schnellboots in der 1. Schnellboot-Halbflottille und 1937 Oberleutnant zur See. Er war zu dieser Zeit ebenfalls Offizierslehrer an der Torpedoschule. 1939 wurde er I. Torpedooffizier und Adjutant auf dem Leichten Kreuzer Emden. Im Verlauf des Zweiten Weltkriegs wurde Kemnade zumeist im Mittelmeer als Kommandeur der 3. Schnellboot-Flottille eingesetzt. Bei Kriegsende war er Korvettenkapitän und Referent im Oberkommando der Kriegsmarine.

### Bundesmarine
Als Fregattenkapitän trat Kemnade 1956 in die Bundesmarine ein. Er war dort Sachbearbeiter im Stab des Deutschen Militärischen Vertreter beim Militärausschuss der NATO. 1958 wurde er Kommandeur der Schnellbootflottille der Bundesmarine. 1959 wurde er zum Kapitän zur See befördert und 1960 Befehlshaber der Seestreitkräfte Ostseezugänge (COMNAVGERBALT). 1961 leitete er die Operationsabteilung im Flottenkommando, dessen Befehlshaber zugleich die NATO-Funktion des Flag Officer Germany ausübte. 1963 wurde Kemnade dort Chef des Stabes. Ab 1963 war er Kommandeur der Abteilung Marine an der Führungsakademie der Bundeswehr und wurde 1964 zum Flottillenadmiral befördert. 1968 wurde er Befehlshaber im Wehrbereich I in Kiel und deutscher Bevollmächtigter bei den Allied Forces Northern Europe. 1968 wurde er zum Konteradmiral befördert und ging am 30. September 1970 in den Ruhestand.

### Familie
Kemnade war Sohn eines Lokomotivführers und Reichsbahnbeamten sowie verheiratet.

## Auszeichnungen
- Olympia-Ehrenmedaille
- Dienstauszeichnung IV. Klasse am 2. Oktober 1936
- Eisernes Kreuz (1939) II. Klasse am 30. April 1940
- Verwundetenabzeichen in Schwarz am 20. September 1940
- Eisernes Kreuz (1939) I. Klasse am 24. Dezember 1940
- Schnellboot-Kriegsabzeichen am 11. März 1941
- Deutsches Kreuz in Gold am 2. Februar 1942[1]
- Silberne Italienische Tapferkeitsmedaille am 21. Mai 1942 und 24. Januar 1943
- Nennung im Wehrmachtbericht am 18. Juni 1942[2]
- Ritterkreuz des Eisernen Kreuzes mit Eichenlaub[1]
  - Ritterkreuz am 23. Juli 1942
  - Eichenlaub am 27. Mai 1943 (249. Verleihung)
- Flotten-Kriegsabzeichen am 2. Januar 1943
- Italienisches Kriegsverdienstkreuz am 17. März 1943
- Großes Verdienstkreuz des Verdienstordens der Bundesrepublik Deutschland 1970